# 姜水
姜水是古书中所记载的一条河流名，相传为炎帝的出生地。
关于姜水的具体地理位置，历来有两种说法：一说是据郦道元的《水经注》所载：“屈东迳姜氏城南，为姜水”；另一说是据《大明一统志》所述：“姜氏城南七里，城南有姜水”。